# Mishima Nainenki
Mishima Nainenki is een historisch motorfietsmerk.
Dit Japanse merk bracht in 1955 een motorfiets met een 250 cc kopklepmotor uit. In 1956 volgde een 123 cc tweetakt.